# Conura igneopatruelis
Conura igneopatruelis är en stekelart som beskrevs av Moitoza 1994. Conura igneopatruelis ingår i släktet Conura och familjen bredlårsteklar. Inga underarter finns listade i Catalogue of Life.